# احمد دحبور
احمد دحبور (۱۹۴۶ در حیفا - ۸ آوریل ۲۰۱۷)، یک شاعر فلسطینی بود که پس از مهاجرت خانواده اش به لبنان و سپس به سوریه در ۱۹۴۸ در اردوگاه شهر حمص برای پناهندگان فلسطینی بزرگ شد و درس خواند. دحبور آموزش ابتدایی کافی دریافت نکرد، اما خواننده ای مشتاق علم و یادگیری بود و استعداد شاعرانه خود را با خواندن شعرهای باستانی و جدید عربی پروراند و آن را برای بیان تجربه تلخ فلسطین اختصاص داد. او تا سال ۱۹۸۸ مدیر تحریریه مجله «لوتس»، مدیر کل بخش فرهنگ سازمان آزادی‌بخش فلسطین و عضو اتحادیه نویسندگان و روزنامه نگاران فلسطین بود و در سال ۱۹۹۸ موفق به دریافت جایزه «توفیق زیاد» شد. او بسیاری از اشعار گروه «آهنگهای عاشقان» را سروده‌است.
دحبور در ۸ آوریل ۲۰۱۷ در رام‌الله در سن ۷۱ سالگی درگذشت.

## آثار
- غارتگران و چشمهای کودکان - شعر - حمص ۱۹۶۴.
- داستان پسر فلسطینی - شعر - بیروت ۱۹۷۱.
- پرنده واحدها - شعر - بیروت ۱۹۷۳.
- به غیر از این آمدم - شعر - بیروت ۱۹۷۷.
- آمیختن روز و شب - شعر - بیروت ۱۹۷۹.
- بیست و یک دریا - شعر - بیروت ۱۹۸۱.
- گواهی با پنج انگشت - شعر - بیروت ۱۹۸۳.
- دیوان احمد دحبور - شعر - بیروت ۱۹۸۳.
- کسرهای اعشاری- مو
- اینچنین- شعر - دارالآداب بیروت ۱۹۹۰.
- اینجا، آنجا - شعر - دارالشروق امان ۱۹۹۷.
- کوه قربانی - شعر - ۱۹۹۹